# Championnats d'Europe de natation en petit bassin 2011
Navigation
Édition 2010 Édition 2012
La 19e édition des Championnats d'Europe de natation en petit bassin, organisés par la Ligue européenne de natation, se déroulent à Szczecin en Pologne, du 8 au 11 décembre 2011.

## Tableau des médailles
| Rang  | Nation      | Or | Argent | Bronze | Total |
| ----- | ----------- | -- | ------ | ------ | ----- |
| 1     | Allemagne   | 7  | 2      | 1      | 10    |
| 2     | Danemark    | 5  | 7      | 2      | 14    |
| 3     | Espagne     | 5  | 5      | 2      | 12    |
| 4     | Pologne     | 5  | 0      | 3      | 8     |
| 5     | Russie      | 4  | 9      | 2      | 15    |
| 6     | Hongrie     | 4  | 3      | 5      | 12    |
| 7     | Italie      | 3  | 2      | 4      | 9     |
| 8     | Ukraine     | 3  | 0      | 1      | 4     |
| 9     | Slovénie    | 1  | 2      | 0      | 3     |
| 10    | Norvège     | 1  | 0      | 1      | 2     |
| 11    | Royaume-Uni | 0  | 4      | 5      | 9     |
| 12    | Estonie     | 0  | 1      | 2      | 3     |
| 13    | Autriche    | 0  | 1      | 0      | 1     |
| 13    | France      | 0  | 1      | 0      | 1     |
| 13    | Suisse      | 0  | 1      | 0      | 1     |
| 16    | Belgique    | 0  | 0      | 3      | 3     |
| 16    | Biélorussie | 0  | 0      | 3      | 3     |
| 18    | Israël      | 0  | 0      | 2      | 2     |
| 19    | Tchéquie    | 0  | 0      | 1      | 1     |
| 19    | Irlande     | 0  | 0      | 1      | 1     |
| Total | Total       | 38 | 38     | 38     | 114   |

## Podiums

### Hommes
| Nage libre          |                                                                                |                                                                                        |                                                                                              |
| 50 m                | Konrad Czerniak (POL) 20 s 88                                                  | Sergey Fesikov (RUS) 20 s 95                                                           | Marco Orsi (ITA) 21 s 01                                                                     |
| 100 m               | Sergey Fesikov (RUS) 46 s 56                                                   | Luca Dotto (ITA) 46 s 89                                                               | Krisztián Takács (HUN) 47 s 46                                                               |
| 200 m               | Paul Biedermann (GER) 1 min 42 s 92                                            | Filippo Magnini (ITA) 1 min 43 s 20                                                    | László Cseh (HUN) 1 min 43 s 71                                                              |
| 400 m               | Paul Biedermann (GER) 3 min 38 s 65                                            | Mads Glæsner (DEN) 3 min 39 s 30                                                       | Paweł Korzeniowski (POL) 3 min 40 s 54                                                       |
| 1 500 m             | Mateusz Sawrymowicz (POL) 14 min 29 s 81                                       | Mads Glæsner (DEN) 14 min 29 s 88                                                      | Sergiy Frolov (UKR) 14 min 35 s 22                                                           |
| Papillon            |                                                                                |                                                                                        |                                                                                              |
| 50 m                | Andriy Govorov (UKR) 22 s 70                                                   | Amaury Leveaux (FRA) 22 s 74                                                           | Konrad Czerniak (POL) 22 s 77                                                                |
| 100 m               | Konrad Czerniak (POL) 49 s 62                                                  | Yevgeniy Korotyshkin (RUS) 49 s 88                                                     | François Heersbrandt (BEL) 50 s 44                                                           |
| 200 m               | László Cseh (HUN) 1 min 50 s 87                                                | Nikolay Skvortsov (RUS) 1 min 51 s 21                                                  | Joe Roebuck (GBR) 1 min 51 s 62                                                              |
| Dos                 |                                                                                |                                                                                        |                                                                                              |
| 50 m                | Aschwin Wildeboer Faber (ESP) 23 s43                                           | Flori Lang (SUI) 23 s 57                                                               | Pavel Sankovich (BLR) 23 s 64                                                                |
| 100 m               | Radoslaw Kawecki (POL) 50 s 43                                                 | Aschwin Wildeboer Faber (ESP) 50 s 61                                                  | Pavel Sankovich (BLR) 51 s 14                                                                |
| 200 m               | Radoslaw Kawecki (POL) 1 min 49 s 15                                           | Aschwin Wildeboer Faber (ESP) 1 min 50 s 63                                            | Péter Bernek (HUN) 1 min 51 s 21                                                             |
| Brasse              |                                                                                |                                                                                        |                                                                                              |
| 50 m                | Fabio Scozzoli (ITA) 26 s 25                                                   | Damir Dugonjič (SVN) 26 s 34                                                           | Alexander Dale Oen (NOR) 26 s 49                                                             |
| 100 m               | Alexander Dale Oen (NOR) 57 s 05                                               | Damir Dugonjič (SVN) 57 s 29                                                           | Fabio Scozzoli (ITA) 57 s 30                                                                 |
| 200 m               | Dániel Gyurta (HUN) 2 min 02 s 37                                              | Viatcheslav Sinkevich (RUS) 2 min 03 s 61                                              | Michael Jamieson (GBR) 2 min 03 s 77                                                         |
| 4 nages             |                                                                                |                                                                                        |                                                                                              |
| 100 m               | Peter Mankoč (SVN) 52 s 70                                                     | Markus Deibler (GER) 53 s 04                                                           | Martti Aljand (EST) 53 s 37                                                                  |
| 200 m               | László Cseh (HUN) 1 min 53 s 43                                                | Markus Rogan (AUT) 1 min 53 s 63                                                       | Gal Nevo (ISR) 1 min 54 s 87                                                                 |
| 400 m               | László Cseh (HUN) 4 min 01 s 68                                                | Dávid Verrasztó (HUN) 4 min 03 s 03                                                    | Gal Nevo (ISR) 4 min 04 s 49                                                                 |
| Relais              |                                                                                |                                                                                        |                                                                                              |
| 4 × 50 m nage libre | Italie Luca Dotto Marco Orsi Federico Bocchia Andrea Rolla 1 min 24 s 82       | Russie Vitaly Borisov Sergey Geybel Ievgueni Korotychkine Sergey Fesikov 1 min 25 s 11 | Belgique François Heersbrandt Emmanuel Vanluchene Louis Croenen Jasper Aerents 1 min 25 s 83 |
| 4 × 50 m 4 nages    | Italie Mirco Di Tora Fabio Scozzoli Paolo Facchinelli Marco Orsi 1 min 33 s 18 | Russie Vitaly Borisov Sergey Geybel Ievgueni Korotychkine Sergey Fesikov 1 min 33 s 86 | Allemagne Christian Diener Erik Steinhagen Steffen Deibler Stefan Herbst 1 min 34 s 41       |

### Femmes
| Nage libre          |                                                                                               |                                                                                                |                                                                                      |
| 50 m                | Britta Steffen (GER) 24 s 01                                                                  | Jeanette Ottesen Gray (DEN) 24 s 11                                                            | Triin Aljand (EST) 24 s 23                                                           |
| 100 m               | Britta Steffen (GER) 51 s 94                                                                  | Jeanette Ottesen Gray (DEN) 52 s 05                                                            | Amy Smith (GBR) 52 s 77                                                              |
| 200 m               | Silke Lippok (GER) 1 min 54 s 08                                                              | Melanie Costa Schmid (ESP) 1 min 54 s 31                                                       | Evelyn Verrasztó (HUN) 1 min 54 s 55                                                 |
| 400 m               | Mireia Belmonte García (ESP) 3 min 56 s 39                                                    | Lotte Friis (DEN) 3 min 58 s 02                                                                | Melanie Costa Schmid (ESP) 4 min 00 s 30                                             |
| 800 m               | Lotte Friis (DEN) 8 min 07 s 53                                                               | Erika Villaécija García (ESP) 8 min 12 s 23                                                    | Melanie Costa Schmid (ESP) 8 min 16 s 28                                             |
| Papillon            |                                                                                               |                                                                                                |                                                                                      |
| 50 m                | Jeanette Ottesen Gray (DEN) 24 s 92 (RC)                                                      | Triin Aljand (EST) 25 s 51                                                                     | Sviatlana Khakhlova (BLR) 25 s 96                                                    |
| 100 m               | Jeanette Ottesen Gray (DEN) 56 s 22                                                           | Jemma Lowe (GBR) 56 s 67                                                                       | Ilaria Bianchi (ITA) 57 s 42                                                         |
| 200 m               | Mireia Belmonte García (ESP) 2 min 03 s 37                                                    | Jemma Lowe (GBR) 2 min 04 s 04                                                                 | Jessica Dickons (GBR) 2 min 04 s 80                                                  |
| Dos                 |                                                                                               |                                                                                                |                                                                                      |
| 50 m                | Anastasia Zueva (RUS) 26 s 23                                                                 | Georgia Davies (GBR) 26 s 93                                                                   | Simona Baumrtova (CZE) 26 s 94                                                       |
| 100 m               | Daryna Zevina (UKR) 56 s 96                                                                   | Anastasia Zueva (RUS) 57 s 12                                                                  | Mie Nielsen (DEN) 57 s 57                                                            |
| 200 m               | Daryna Zevina (UKR) 2 min 02 s 25 (RC)                                                        | Duane Da Rocha (ESP) 2 min 03 s 32                                                             | Melanie Nocher (IRL) 2 min 04 s 29                                                   |
| Brasse              |                                                                                               |                                                                                                |                                                                                      |
| 50 m                | Valentina Artemyeva (RUS) 30 s 06                                                             | Dorothea Brandt (GER) 30 s 17                                                                  | Daria Deeva (RUS) 30 s 63                                                            |
| 100 m               | Valentina Artemyeva (RUS) 1 min 05 s 19                                                       | Rikke Møller Pedersen (DEN) 1 min 05 s 23                                                      | Daria Deeva (RUS) 1 min 05 s 83                                                      |
| 200 m               | Rikke Møller Pedersen (DEN) 2 min 19 s 55                                                     | Anastasia Chaun (RUS) 2 min 20 s 84                                                            | Fanny Lecluyse (BEL) 2 min 21 s 14                                                   |
| 4 nages             |                                                                                               |                                                                                                |                                                                                      |
| 100 m               | Theresa Michalak (GER) 59 s 05                                                                | Zsuzsanna Jakabos (HUN) 59 s 72                                                                | Mie Nielsen (DEN) 1 min 00 s 10                                                      |
| 200 m               | Mireia Belmonte García (ESP) 2 min 07 s 06                                                    | Evelyn Verrasztó (HUN) 2 min 08 s 28                                                           | Hannah Miley (GBR) 2 min 08 s 34                                                     |
| 400 m               | Mireia Belmonte García (ESP) 4 min 24 s 55 (RC)                                               | Hannah Miley (GBR) 4 min 26 s 06                                                               | Zsuzsanna Jakabos (HUN) 4 min 27 s 86                                                |
| Relais              |                                                                                               |                                                                                                |                                                                                      |
| 4 × 50 m nage libre | Allemagne Britta Steffen Dorothea Brandt Paulina Schmiedel Daniela Schreiber 1 min 37 s 29    | Danemark Mie Nielsen Pernille Blume Katrine Holm Soerensen Jeanette Ottesen Gray 1 min 37 s 63 | Italie Erika Ferraioli Erica Buratto Federica Pellegrini Laura Letrari 1 min 38 s 12 |
| 4 × 50 m 4 nages    | Danemark Mie Nielsen Rikke Møller Pedersen Jeanette Ottesen Gray Pernille Blume 1 min 46 s 48 | Russie Anastasia Zueva Valentina Artemyeva Irina Bespalova Margarita Nesterova 1 min 47 s 08   | Pologne Aleksandra Urbanczyk Ewa Scieszko Anna Dowgiert Katarzyna Wilk 1 min 48 s 70 |

RC : record des championnats, RE : record d'Europe, RM : record du monde